# Cacocharis
Cacocharis is een geslacht van vlinders van de familie bladrollers (Tortricidae), uit de onderfamilie Olethreutinae.

## Soorten
- C. albimacula Walsingham, 1892
- C. cymotoma (Meyrick, 1917)